# Akimi Yoshida
Akimi Yoshida (吉田 秋生, Yoshida Akimi, 12 de agosto de 1956) é uma mangaká japonesa formada pela Universidade de Arte de Musashino. Ela fez sua estreia profissional em 1977 na revista Comic Bessatsu Shōjo da Shogakukan com o conto Chotto Fushigi na Geshukunin (lit. "Um Vizinho Um Pouco Estranho").
Yoshida é mais conhecida pela série de suspense policial Banana Fish, que recebeu uma adaptação para anime produzida pelo MAPPA em 2018.
Ela recebeu três vezes o Prêmio de Mangá Shogakukan - por Kisshō Tennyo em 1983 e por Yasha em 2001 ambos na categoria mangá shōjo, e por Umimachi Diary em 2015 na categoria mangá geral.
Em 2007, ela recebeu um Prêmio de Excelência de Mangá no 11.º Festival de Artes de Mídia do Japão por Umimachi Diary, que mais tarde foi adaptado para um filme intitulado Nossa Irmã Mais Nova. Em 2013, ela recebeu o 6º Prêmio Manga Taishō, novamente por Umimachi Diary.

## Trabalhos
- Chotto Fushigi na Geshukunin (ちょっと不思議な下宿人), 1977[8]
- California Story (カリフォルニア物語), 1978–1981[9]
- Kawa yori mo Nagaku Yuruyaka ni (河よりも長くゆるやかに), 1983–1985[10]
- Kisshō Tennyo (吉祥天女), 1983–1984[11]
- Sakura no Sono (櫻の園), 1985–1986[12]
- Banana Fish (バナナフィッシュ), 1985–1994[13]
- Lovers' Kiss (ラヴァーズ・キス), 1995–1996[14]
- Yasha (YASHA―夜叉―), 1996–2002[15]
- Eve no Nemuri (イヴの眠り), 2003–2005[16]
- Umimachi Diary (海街diary), 2006–2018[17]
- Utagawa Hyakkei (詩歌川百景), 2019–present[18]